# Anii 710 î.Hr.
Anii 710 î.Hr. au fost un deceniu ce a început în 719 î.Hr. și s-a încheiat în 710 î.Hr.